# Astracantha echinus
Astracantha echinus är en ärtväxtart som först beskrevs av Dc., och fick sitt nu gällande namn av Dieter Podlech. Astracantha echinus ingår i släktet Astracantha och familjen ärtväxter. Utöver nominatformen finns också underarten A. e. arabica.